# Ценные бумаги Казначейства США
Ценные бумаги Казначейства США — государственные ценные бумаги, выпускаемые Министерством финансов США (Казначейством США) через действующее в его составе Бюро государственного долга. Это инструмент финансирования государственного долга.

## Категории и свойства ценных бумаг
Выпускаются четыре вида казначейских ценных бумаг:
- Краткосрочные казначейские векселя (Bills)
- Среднесрочные казначейские облигации (Notes)
- Долгосрочные казначейские облигации (Bonds)
- Казначейские защищённые от инфляции облигации (TIPS, Treasury Inflation-Protected Securities, номинал индексируется, расчёт номинала привязан к индексу потребительских цен CPI-U).

Информацию о котировках ценных бумаг Казначейства можно найти в разделе Market Data Center (подраздел Bonds, Rates & Credit Markets) газеты Уолл-стрит джорнал[уточнить].
В качестве календарной базы для долгосрочных казначейских облигаций (T-bonds) применяется действительное число дней в месяце и в году.
В колонке Maturity (срок погашения) указывается дата погашения ценной бумаги. В колонке Coupon — процентная ставка по купону (ставка процента на ценную бумагу). В колонке Bid (Бид) указана цена, установленная на предложение ценных бумаг, цена по которой можно продать ценную бумагу. Бид — это цена оптового предложения, по ней формально[уточнить] можно продать неограниченное количество соответствующих ценных бумаг. В колонке Asked (Аск) указывается цена по которой ценные бумаги можно приобрести. Цена приобретения — это цена розничного приобретения: количество ценных бумаг, которые можно приобрести по этой цене, ограничено размером аска (Ask Size). В колонке Chg (changed) указывается то, насколько цена «Бид», выраженная в тридцать вторых процента (1/32 %), изменилась со времени прошлого дня торгов. Цена приобретения (Asked) всегда больше цены предложения (Bid). Разница между ними является спредом. В колонке Asked yield указывается доходность к погашению если принять аск как стоимость ценной бумаги (начальная инвестиция — IC) в формуле расчёта доходности к погашению.
Все цены фондового рынка указываются в процентах от номинала. Цифры после тире равны количеству тридцать вторых процента (1/32 %). Например цена 100-04 равна 100,125 % от номинала.

## Казначейские векселя

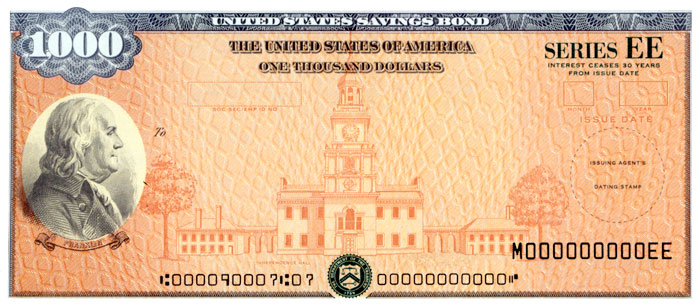
Облигация (savings bond) на 1000 долларов

Казначейские векселя (Treasury bills или T-bills) имеют срок погашения менее года или один год. Казначейский вексель является дисконтной ценной бумагой, доходность к погашению которой обусловлена продажей ценной бумаги с дисконтом по отношению к номинальной стоимости. Поскольку казначейские векселя являются бескупонными ценными бумагами, информация о котировках, в отличие от других казначейских ценных бумаг, не содержит колонки с указанием процентной ставки купонного платежа.
Ставка доходности по казначейским векселям зачастую применяется в качестве безрисковой ставки в модели CAPM.
Колонка «Бид» показывает дисконтную доходность для продавца ценной бумаги, если он продаст эту ценную бумагу в данный торговый день, а колонка «Аск» — дисконтная доходность для лица, которое приобретёт в этот торговый день эту ценную бумагу.
Так как в колонках «Бид» и «Аск» указываются не цены, а доходность дисконтной ценной бумаги, положительный спред (разница более высокой цены аска и более низкой цены бида) устанавливается и в отношении Казначейских векселей, но обуславливает превышение доходности дисконтной ценной бумаги бида над доходностью дисконтной ценной бумаги аска.
Изменения доходности дисконтной ценной бумаги, отражаемые в колонке «Chg», измеряются в базисных пунктах, равных одной сотой процента (0,01 %).